# Long Đức, Cố Nguyên
Long Đức (chữ Hán giản thể:隆德县) là một huyện thuộc địa cấp thị Cố Nguyên, tỉnh Khu tự trị dân tộc Hồi Ninh Hạ, Cộng hòa Nhân dân Trung Hoa. Huyện này có diện tích 1269 ki-lô-mét vuông, dân số năm 1999 là 216.658 người. Mã số bưu chính là 756300. Huyện lỵ đóng ở trấn Thành Quan. Về mặt hành chính, huyện được chia thành 3 trấn, 10 hương.
- Trấn: Thành Quan, Sa Đường, Liên Tài.
- Hương: Quan Trang, Sơn Hà, Phượng Lĩnh, Dương Hà, Hảo Thủy, Trần Cận, Thần Lâm, Trương Trình, Điên An, Ôn Bảo.